# Impractical Jokers – Totál szívatás
Az Impractical Jokers – Totál szívatás egy amerikai rejtett kamerás valóságshow improvizációs elemekkel. A NorthSouth Productions által készített Impractical Jokers 2011. december 15-én mutatkozott be a truTV-n, a The Tenderloins tagjaival: James " Murr " Murray, Brian "Q" Quinn, Sal Vulcano és Joe Gatto főszereplésével (a kilencedik évadot követő távozásáig). Időnként a TBS-en is sugározzák.

## Áttekintés
Egy tipikus epizód a merész játékok sorozata, amelyben minden szereplő, vagy "joker" felfelé vagy lefelé menő hüvelykujj-t kap teljesítményéért. A csúcsponton az a joker veszít, aki a legtöbb hüvelykujj lefelé mutatott, és ezért "büntetésnek" vetik alá. A játékok kitalált forgatókönyvek, amelyekben az egyik jokert arra kérik, hogy zavarba hozza magát azzal, hogy a nagyközönség akaratlan tagjaival foglalkozik, és parancsokat kap a többi jokertől, akik szervezik, és titkos megfigyelőberendezéssel a kulisszák mögül vizsgálják meg a bizarr forgatókönyvet. A leggyakoribb feltevés az, hogy a joker azonnal elveszíti a kihívást, ha nem hajlandó követni a másik három utasítását.
A bevezető úgy írja le a műsort, mint "a képtelen hülyeség jelenetei négy élethosszig tartó barát között, akik versengenek egymással, hogy megszégyenítsék egymást". A játékok laza szerkezetűek, erősen támaszkodnak az improvizációra. A műsor vígjátéki témái a szellemes párbeszédtől a pofonegyszerű rutinokig terjednek, és a poénok és a közönség reakciói egyaránt ütőképesek.

## Fejlesztés
Közcím a 3. évadtól a 9. évad első feléig. Balról jobbra: Q, Murr, Sal és Joe.
Joe Gatto, James "Murr" Murray, Brian "Q" Quinn és Sal Vulcano négy barát és egykori osztálytárs a New York állambeli Staten Island-i Monsignor Farrell Gimnáziumból. Gatto, Murray és Vulcano 1999-ben a Tenderloins élő improvizációs és szkeccs-vígjáték társulatának eredeti tagjai voltak 1999-ben. Áttértek az interneten több vígjáték készítésére, 2006-ban Quinn váltotta fel a korábbi Tenderloins Mike Bocciót.  2007-ben a Tenderloins megnyerte a 100 000 dolláros fődíjat az NBC It 's Your Show versenyén.
2008-ban leforgattak egy pilot epizódot a Spike TV forgatókönyvében szereplő sitcomhoz, de a sorozat nem ment sorozatba. A TruTV 2011. április 12-én, nyolc hónappal a műsor debütálása előtt jelentette be az Impractical Jokers-t, amely eredetileg a Mission: Uncomfortable nevet kapta. Murray elmagyarázta, hogyan volt értelme a rejtett kamera formátumának a tréfások képességei alapján. "Meg kellett találnunk a megfelelő formátumot... a helyzet az, hogy ezt már évek óta csináljuk, de amikor a kamera elé kerül, a zavar felerősödik."  Quinn és Vulcano azt mondták, amikor a TruTV-nek adták a pilot epizódjukat, azt az iPhone-jukon rögzítették.. Abban az időben, amikor bemutatták az ötletet a TruTV-nek, Murray a NorthSouth Productions fejlesztési alelnöke volt, a cég, amely a sorozatot a kezdetek óta gyártja. Murray úgy írja le a műsort, mint "fejjel lefelé fordított, rejtett kamerás műsort, ahol a vicc rajtunk van, nem a nyilvánosságon. Tehát elveszi azt a dolgot, amit az emberek utálnak a rejtett kamerás műsorokban, vagyis: "Ó, rosszul érzem magam az emberek tréfálkoznak. Kavarunk egymással. A nyilvánosság csak azért van, hogy szemtanúja legyen zavarunknak." 
2021. december 31-én Joe Gatto az Instagramján bejelentette, hogy kilenc évad után távozik az Impractical Jokerstől.  Nem sokkal ezután Quinn Murray és Vulcano nevében jókívánságokat küldött Gattónak, és bejelentette, hogy az Impractical Jokers Gatto 2022-es távolléte ellenére folytatja a munkát. Ezt követően Paste arról számolt be, hogy a TruTV és az HBO Max eltávolított "több epizódot, amelyben Gatto kompromittáló helyzetekben szerepel" a platformjukról. 
2022. február 14-én a show bejelentette, hogy a kilencedik évad különböző hírességek felállásával folytatódik.

## Kihívás formátuma
A Jokerek minden kihívás előtt elmagyarázzák, hol vannak, mi a kihívás. Gyakran (de nem mindig) a csínyt végrehajtó szereplő(k) fülhallgatót visel(nek), míg a többiek rejtett helyen mikrofont viselnek. A kamerák el vannak rejtve a terület közelében, hogy rögzítsék az eseményeket. A kihívás helyszíne általában egy nyilvános terület New Yorkban vagy környékén, például egy városi park vagy üzlet. Az egyes kihívások kritériumai ugyanazok a fordulóban versenyző Jokerek mindegyikénél. Ha a Joker nem tudja végrehajtani a feladatát, lefelé mutató hüvelykujját kapja. Az epizód végén a legtöbbet lefelé menő Joker(ek) büntetést kap(nak). A büntetéseket nem lehet megtagadni, nehogy kirúgják a műsorból, és általában kínosabbak, megalázóbbak, undorítóbbak, fájdalmasabbak, ijesztőbbek vagy veszélyesebbek, mint bármely más kihívás.

## Epizódok
| Évad            | Epizódok | Epizódok | Eredetileg sugárzott | Eredetileg sugárzott |
| Évad            | Epizódok | Epizódok | Először sugárzott    | Utoljára sugárzott   |
| --------------- | -------- | -------- | -------------------- | -------------------- |
| 1               | 16       | 16       | 2011. december 15.   | 2012. május 3.       |
| 2               | 28       | 28       | 2012. szeptember 6.  | 2013. december 12.   |
| 3               | 31       | 31       | 2014. január 2.      | 2014. október 30.    |
| 4               | 26       | 26       | 2015. január 29.     | 2015. október 22.    |
| 5               | 26       | 26       | 2016. február 11.    | 2016. november 3.    |
| 6               | 26       | 26       | 2017. február 9.     | 2017. november 2.    |
| 7               | 26       | 26       | 2018. február 1.     | 2018. december 6.    |
| 8               | 26       | 26       | 2019. március 28.    | 2020. március 5.     |
| 9               | 26       | 26       | 2021. február 4.     | TBA                  |
| Különlegességek | 39       | 39       | 2012. február 2.     | TBA                  |

A 2017–2018-as televíziós évadtól kezdve a sorozatot a Trifecta Entertainment & Media szindikálja az amerikai műsorszóró állomások számára, a televíziós otthonok 85%-át kiadva.

## Szereplők
A szereplők négy régi barátból állnak, akiket a műsorban együttesen "Jokers-nek" (tréfamesternek) emlegetnek.
- Brian "Q" Quinn (Magyar hangjai: Gubányi György István és Láng Balázs) improvizációs komikus New York-i Staten Island városrészből. A Monsignor Farrell High Schoolba járt, ahol számos tevékenységben vett részt, beleértve a drámát és a sportot.  A Brooklyn College-ba járt, majd csatlakozott a New York-i tűzoltósághoz.  Ő a harmadik műsorvezetője a Tell 'Em Steve-Dave!, amely korábban az SModcast.com-on volt.
- James "Murr" Murray (Magyar hangja: Kisfalusi Lehel) improvizációs komikus New York-i Staten Island városrészből. Ott járt a Monsignor Farrell Gimnáziumba, és részt vett egy közösségi színházban is.  Tanulmányait a Georgetown Egyetemen folytatta, ahol angol nyelvből BA fokozatot szerzett.  Továbbra is a NorthSouth Productionsnél dolgozik, ahol a fejlesztésért felelős alelnök.  2018-ban kiadott egy sci-fi/horror könyvet Awakened címmel, aminek társszerzője Darren Wearmouth, és egy New York-i metróban élő szörny körül forog. Két folytatás, a The Brink and Obliteration, 2019. június 18-án, illetve 2020. június 23-án jelentek meg. Felesége Melyssa Davies.
- Joe Gatto (1–9. évad 17. részéig) improvizációs komikus New York-i Staten Island városrészből, ahol a Monsignor Farrell Gimnáziumba járt.  A Long Island Post Egyetemen tanult,ahol számvitel szakon szerzett diplomát.  1999- ben megalapította a Tenderloins komikus társulatot, és a Giggle bababoltban dolgozott 2012 januárjáig. Ő az első házas Joker (a kettő közül az egyik), és két gyermeke van korábbi partnerétől, Bessytől.  2021. december 31-én Gatto bejelentette Instagramján, hogy megvál a Tenderloinstól és az Impractical Jokerstől, hogy többet foglalkozzon magánéletével és családjával.
- Sal Vulcano (Magyar hangja: Turi Bálint) egy improvizatív és stand-up komikus New York-i Staten Island városrészből. Pénzügy szakon szerzett diplomát a St. John's Egyetemen. Vulcano szintén felszentelt lelkész, és Gatto 2013-as esküvőjén is részt vett.